# Rosa Laviña Carreras
Rosa Laviña i Carreras (Palafrugell, 14 de enero de 1918-Toulouse, 30 de mayo de 2011) fue una activista anarquista catalana. Expuesta a las ideas anarquistas desde muy joven, se convirtió en un miembro destacado de la Federación Ibérica de Juventudes Libertarias (FIJL) y de Solidaridad Internacional Antifascista (SIA). Tras la derrota del bando republicano en la guerra civil española, huyó a la ciudad occitana de Toulouse, donde utilizó su casa para acoger a miembros de los maquis. También abrió un restaurante vegetariano en la ciudad, donde pasó el resto de su vida, participando en el activismo anarquista hasta una edad avanzada.

## Biografía
Rosa Laviña i Carreras nació el 14 de enero de 1918, en la ciudad catalana de Palafrugell. Era hija del dueño de una librería anarquista, quien la introdujo desde temprana edad en las obras anarquistas de Mijaíl Bakunin, Juan Montseny y Teresa Mañé. Durante la dictadura de Primo de Rivera, también se involucró en el movimiento esperantista a través de amigos de sus padres. Cuando llegó a la adolescencia ya trabajaba como costurera.
Tras la proclamación de la Segunda República española, se afilió a la Federación Ibérica de Juventudes Libertarias (FIJL) y a la Confederación Nacional del Trabajo (CNT). Durante la guerra civil española, actuó como secretaria de la FIJL y como tesorera de la Solidaridad Internacional Antifascista (SIA). Con la caída de Cataluña en febrero de 1939, Laviña y su madre huyeron del país a Francia y fueron internadas en el campo de concentración de Argelès-sur-Mer, donde Laviña trabajó como enfermera.
En 1940, Laviña y su madre se trasladaron a la ciudad occitana de Toulouse, donde se reunió con otros anarcosindicalistas y antifascistas exiliados, trabando amistad con Federica Montseny. Utilizó su casa para acoger a miembros de los maquis, entre ellos Ramon Vila Capdevila, Marcelino Massana y los hermanos Sabaté. Laviña introdujo de contrabando propaganda, armas y dinero en España. Tras la muerte de su compañero Pere en 1952, continuó trabajando con la SIA y prestando ayuda a refugiados de España.
Laviña conoció entonces a Etienne Guillemau, un compañero anarquista y esperantista, con quien abrió el primer restaurante vegetariano en Toulouse. Continuó trabajando con SIA y el Movimiento Libertario Español (MLE) hasta la caída de la dictadura franquista. Incluso después de la transición española a la democracia, continuó viviendo en Toulouse, donde siguió comprometida con el activismo anarquista hasta la vejez.
El 31 de marzo de 2011 una calle de Palafrugell pasó a llamarse Rosa Laviña. Murió dos meses después, el 30 de mayo de 2011, en su casa de Toulouse.

## Lectura adicional
- Liaño Gil, Conchita; Rodrigo, Antonina (1999). Mujeres Libres: Luchadoras Libertarias. Madrid: Fundación Anselmo Lorenzo. ISBN 9788486864330. OCLC 803226908.
- Marin Silvestre, Dolors (2002). Clandestinos: El maquis contra el franquismo. Barcelona: Plaza y Janés. ISBN 9788401530531. OCLC 807568189.